# پریلپاتس
پریلپاتس (به صربی: Prilepac) یک منطقهٔ مسکونی در صربستان است که در ولاسوتینتسه واقع شده‌است. پریلپاتس ۴۹۹ نفر جمعیت دارد.